# Hydrodessus amazonensis
Hydrodessus amazonensis là một loài bọ cánh cứng trong họ Bọ nước. Loài này được Spangler miêu tả khoa học năm 1966.